# Лисички (Белгородская область)
Лисички — хутор в Прохоровском районе Белгородской области. Входит в состав Коломыцевского сельского поселения.

## География
Находится в северной части Белгородской области, в лесостепной зоне, в пределах юго-западного склона Среднерусской возвышенности, к югу от автодороги М2, на расстоянии примерно 17 километров (по прямой) к востоку-юго-востоку от Прохоровки, административного центра района. Абсолютная высота — 234 метра над уровнем моря.

### Климат
Климат характеризуется как умеренно континентальный, с относительно мягкой зимой и тёплым продолжительным летом. Среднегодовая температура воздуха — 5,4 °C. Средняя температура воздуха самого холодного месяца (января) — −9,2 °C; самого тёплого месяца (июля) — 16,4 — 24,3 °C. Безморозный период длится в среднем 155—160 дней. Годовое количество атмосферных осадков — 527—595 мм, из которых большая часть выпадает в тёплый период.

### Часовой пояс
Хутор Лисички как и вся Белгородская область, находится в часовой зоне МСК (московское время). Смещение применяемого времени относительно UTC составляет +3:00.

## История
Основан в 1820-х годах украинскими крестьянами. Если сказать точнее, то крестьянами и малороссиянами, выходцами из слободы Алексеевки и села Заячьего. Спор за эти земли разгорелся еще в 1776 году между однодворцами из Подольшанки и экономическими крестьянами и малороссиянами села Заячье и слободы Кореньки. Согласно предъявленной жителями Кореньки  «выписи» из жалованной грамоты, урочище (места расположения хутора) было пожаловано в 1703 году  Белгородскому Никольскому монастырю. Они, как монастырские крестьяне в прошлом, имеют право на нее. Жители Подольшанцы, по их словам, якобы, отдали эти земли в найм под пастбища белгородскому купцу Набатову. Сам хутор на момент 1776 года еще не существовал. Свое название хутор получил из-за большого поголовья лисьих в данных краях. По данным переписи в 1885 году на хуторе Лисички Корочанского уезда Ратьковской волости размещалось 15 дворов, 116 жителей, школа располагалась в 10 верстах. В 1890 году -118 жителей, в 1902 году - 17. 
Во времена коллективизации на хуторе образовался колхоз «Ворошиловец», в который вошло 40 дворов. 
В 1958 году хутор перешел под управление Коломыцевским сельским советом Скороднянского района, а в 1970- х годах стал относиться к Прохоровскому району. 

## Население
| 2002 | 2010 |
| ---- | ---- |
| 47   | ↘14  |

### Половой состав
По данным Всероссийской переписи населения 2010 года в гендерной структуре населения мужчины составляли 28,6 %, женщины — соответственно 71,4 %.

### Национальный состав
Согласно результатам переписи 2002 года, в национальной структуре населения украинцы составляли 52 %, русские — 34 %.